# آلف آلاتلي
آلف آلاتلي (بالتركية: Alev Alatlı)‏ (ولدت في عام 1944 في مدينة إزمير) كاتبة تركية. تلقت تعليمها الثانوي في مدينة طوكيو حيث عمل والدها ملحقاً عسكرياً. حصلت على البكالوريوس في الإقتصاد والإحصاء من جامعة الشرق الأوسط التقنية وحصلت أيضاً على الماجستير في الإقتصاد القياسي من جامعة فاندربيلت بعد أن نالت منحة «فولبرايت» وذلك في مدينة «ناشفيل – تينيسي». بدأت آلاتلي في دراسة الفلسفة واستأنفت دراسات الدكتوراه في كلية دارتموث الواقعة في نيوهامبشير، وركزت على اللاهوتية والفكر وتاريخ الحضارة. وفي عام 1974 عادت إلى تركيا. وشغلت منصب محاضر في كلية الإقتصاد بجامعة إسطنبول وشغلت أيضاً منصب كبير الاقتصاديين في هيئة تخطيط الدولة. أجرت آلف آلاتلي دراسات نفسية – لغوية مشتركة مع جامعة كاليفورنيا، وأصدرت مجلة «لدينا لغة إنجليزية» وذلك في مبنى صحيفة الجمهورية. وبعد ذلك شغلها منصب نائب رئيس الجمعية التعاونية للكتاب الأتراك.
نالت آلف آلاتلي وسام الحُريَّة الفلسطيني من الرئيس ياسر عرفات أثناء تواجده في المنفى في تونس وذلك بسبب مساهماتها في الترويج للقضية الفلسطينية. حازت على جائزة رواية العام المئوي لميخائيل شولوخوف، وذلك في موسكو في عام 2006 عن روياتها «الرحمة وليس التنوير».
قررت جامعة بُلند أجاويد منح آلاتلي لقب «الدكتوراه الفخرية» وذلك في إجتماع مجلس الشيوخ في 10 ديسمبر عام 2012 وقد قُدم اللقب إليها من خلال احتفال أقٌيم في 25 ديسمبر عام 2012.

## وصلات خارجية
- * الموقع الإلكتروني لآلف آلاتلي